# Celtis sinensis
Celtis sinensis, el lledoner de la Xina, és una espècie d'arbre utilitzat com a planta ornamental pertanyent a la família Cannabaceae, originària de l'est d'Àsia.

## Descripció
Té una altura mitjana de 20 metres, encara que en algunes ocasions pot sobrepassar aquesta mida. Les seves branques són de color verdós i solen donar uns fruits petits anomenat drupa de 5-7mm de diàmetre. La floració es produeix entre març i abril, i la fructificació al setembre-octubre.
Al món hi ha moltes espècies d'arbres que criden l'atenció de el públic que passa al seu voltant. el Celtis sinensis és un d'ells.

## Característica
Les fulles són alternes, gruixudes i semblants al paper, i la superfície és de color verd fosc, brillant i llisa; Les fulles simples són rodones, ovalades o amples-ovades, amb punta afilada i serrades. Cada fulla té uns 5-7 cm de llarg, 3-4 cm d'ample i el pecíol fa uns 1 cm de llarg. Les estípules són lineals i primerenques de fulla caduca; El revers de la fulla és de color verd clar. En general, les fulles no es tornen grogues i cauen fins a finals de tardor, i al cap de 3 mesos creixeran fulles noves.
Les flors són petites, de color groc verd, amb un parell d'estigmas lineals que sobresurten i evidents.
La fruita té color verd al principi, negre o groc ataronjat fosc en la maduresa, té forma d'esfèric o ovoide.

## Distribució
És creix principalment a les planes i el lloc d'origen és la Xina. A la Xina continental, es distribueix principalment a Shandong, Henan i províncies al sud de la conca del riu Yangtze. Fora de la Xina continental, també hi ha rastres a Taiwan, Vietnam, Corea del Sud, Japó i altres llocs. Als Estats Units aquesta planta s'ha naturalitzat, de manera que la pots veure en diverses parts d'aquest país.

## Creixement
Creixement relativament lent. És apte per a créixer en sòls sorrencs humits i ben drenats i necessita prou llum solar.

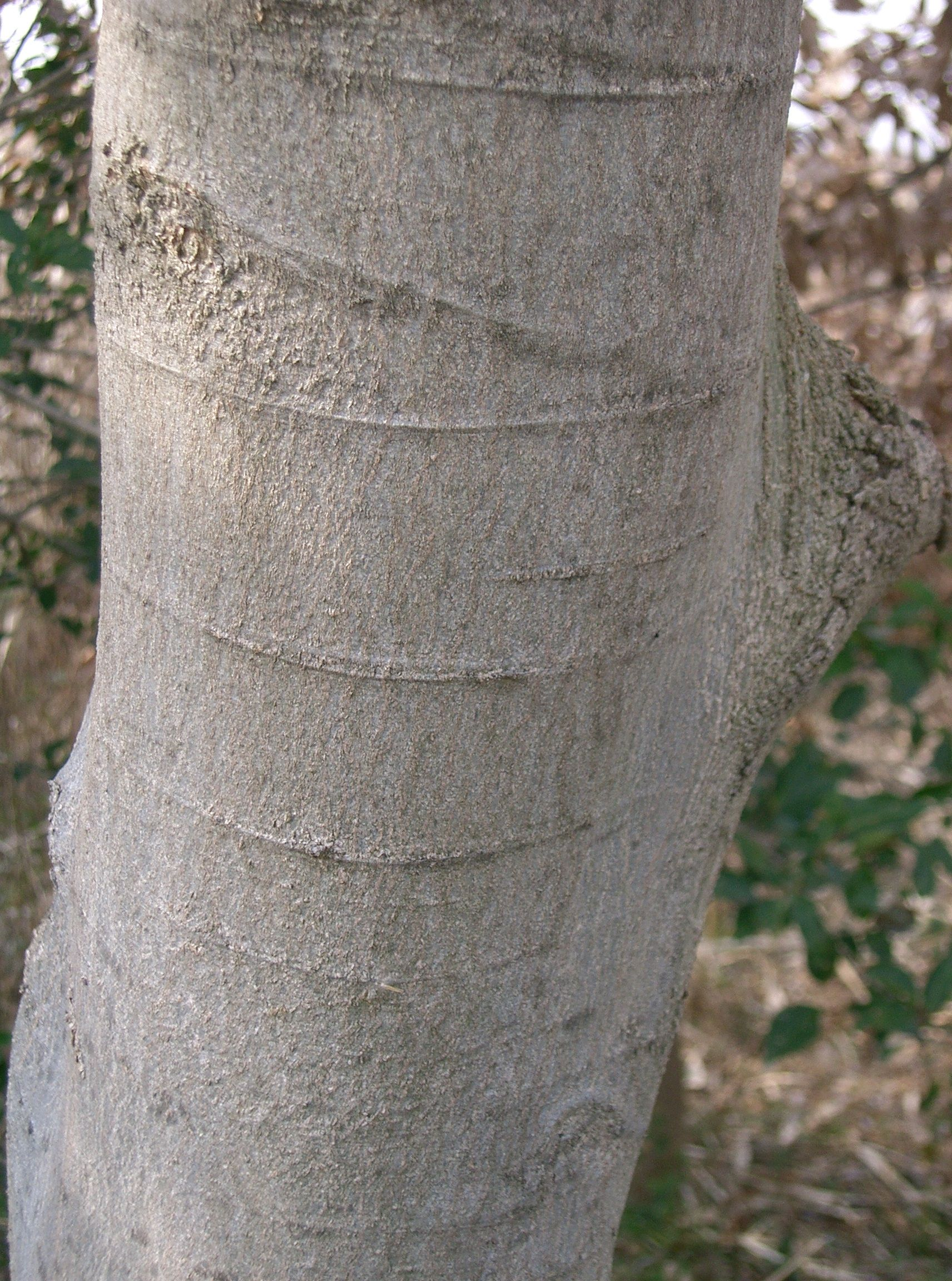
L'escorça de Celtis sinensis

## Taxonomia
Celtis sinensis va ser descrita per Christiaan Hendrik Persoon i publicat a Synopsis Plantarum 1: 292. 1805.

### Etimologia
Celtis: nom genèric ja emprat pels romans per al lledoner
Sinensis: De la Xina, epítet geogràfic que fa referència a la seva localització a la Xina.

### Sinonímia
- Celtis bodinieri H.Lév.
- Celtis bungeana var. pubipedicella G.H.Wang
- Celtis cercidifolia C.K.Schneid.
- Celtis hunanensis Hand.-Mazz.
- Celtis japonica Planch.[6]
- Fulla i fruita de Celtis sinensisCeltis labilis C.K.Schneid.
- Celtis nervosa Hemsl.

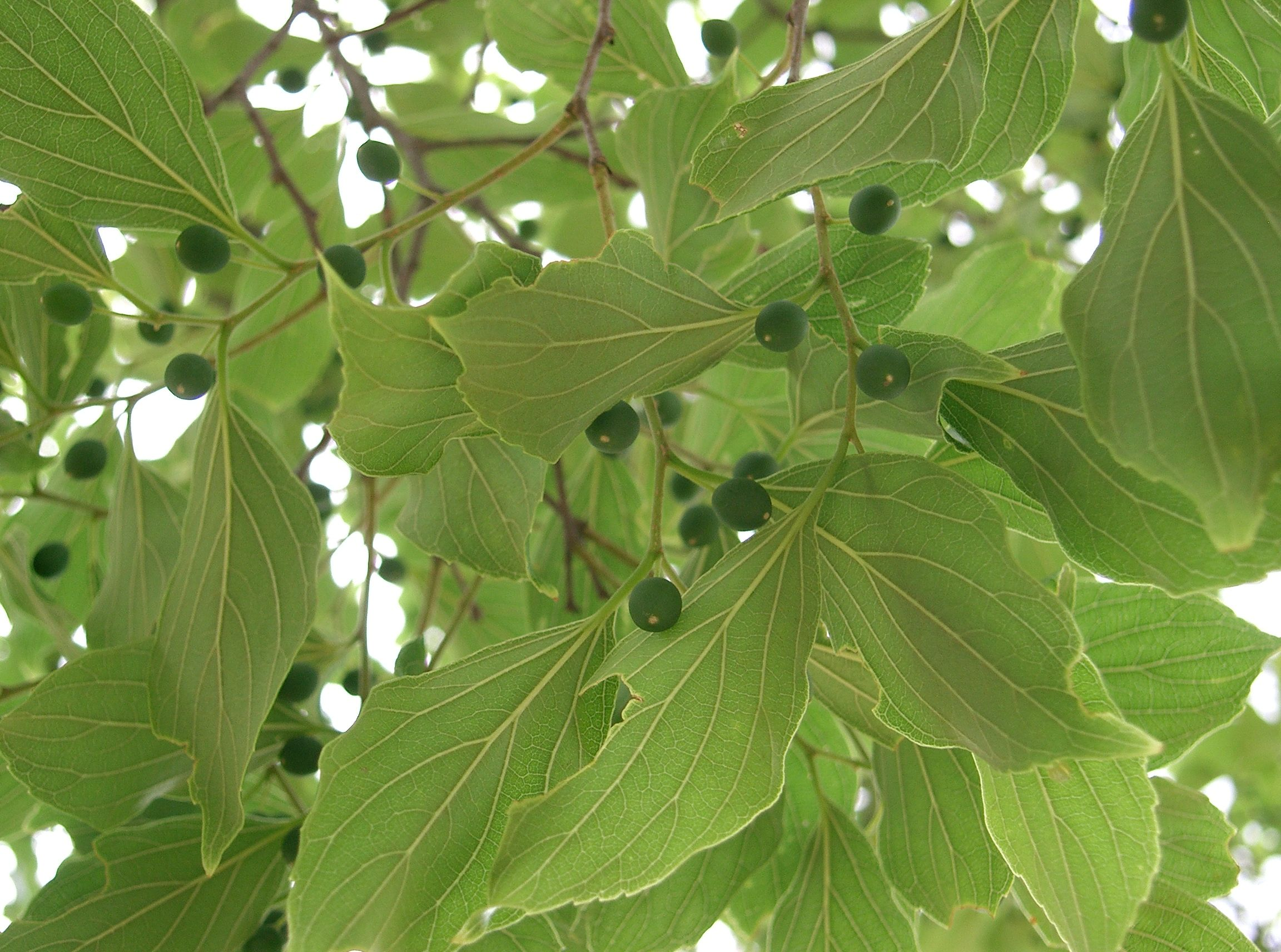
Fulla i fruita de Celtis sinensis

- Celtis tetrandra subsp. sinensis (Pers.) Y.C.Tang
- Celtis willdenowiana Schult.
- Sponia sinensis Decne.
- Sponia willdenowiana G.Don

## Ús
Les branques i els troncs són dures i es poden utilitzar com a barrera per bloquejar els vents forts. A més, és una espècie d'arbre resistent als gasos tòxics com el diòxid de carboni i el clor, que es pot utilitzar com a arbre de carrer per reduir les emissions de gasos dels cotxes.
Com a material convenient, amb un tronc dur es pot utilitzar com a fusta industrial, com ara la construcció naval, la llenya, etc. La fibra de l'escorça de la tija és forta, adequada per fer cordes i fibres artificials, i també és una de les matèries primeres per fer paper i cotó artificial; La fruita és comestible i es pot utilitzar com a oli lubricant si es prem l'oli.